# Albireonidae
Albireonidae — це монотипна група вимерлих китів, подібних до морських свиней, що містить єдиний рід Albireo. Ці викопні дельфіни середнього розміру дуже рідкісні і відомі лише в помірних широтах на околицях східної північної частини Тихого океану.